# Turban blanc
Pour les articles homonymes, voir Turban (homonymie).

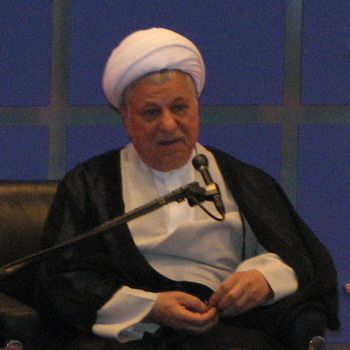
Rafsanjani en turban blanc

Le turban blanc est un couvre-chef, accessoire traditionnel du musulman. 
le turban blanc est porté par certains cléricaux chiites, notamment par les jafarites en Iran. Il s’oppose au turban noir porté par les chérifs, les porteurs du turban blanc ne sont donc pas descendants du prophète Mahomet ou ne sont pas en mesure de le prouver. Ils peuvent néanmoins faire partie de l’Ahl al-bayt par l’intermédiaire des enfants qu’Ali a eu avec ses autres femmes, ou bien par les oncles du prophète. [réf. nécessaire]